# Noël Dejean de la Bâtie
Noël Dejean de la Bâtie, né le 2 août 1928 à Valenciennes et mort le 25 mars 2020 à Saint-Martin-d'Hères, est un professeur de droit privé à l'université Grenoble-Alpes (UGA), université Pierre-Mendès-France du temps de son exercice. Il a également été l'acteur majeur de la rédaction d'ouvrages concernant le droit civil français et a dirigé de nombreuses thèses.

## Biographie
Noël Dejean de la Bâtie est lauréat du concours de d'agrégation de 1963.
Fraîchement diplômé, André Ponsard fait appel à lui pour rédiger la 7e édition du tome VI du traité d'Aubry et Rau dans sa partie relative aux quasi-contrats et à la responsabilité civile délictuelle. L'ouvrage paraîtra en 1975. Il sera réédité, pour la dernière fois, en 1989 sous le Tome VI-2 consacré exclusivement à la responsabilité délictuelle. Noël Dejean de la Bâtie écrira également, tout au long de sa carrière, de nombreuses notes de jurisprudence ainsi que des articles de doctrine, exclusivement dans le domaine de la responsabilité civile.
En tant que professeur à la faculté de Grenoble, il est reconnu pour sa rigueur et sa maîtrise ciselée de la langue.
Il prend également part au travail universitaire dans le cadre de la direction de nombreuses thèses.
Son travail fait de lui un spécialiste du droit de la responsabilité civile. De ce fait, il marque le droit de la responsabilité civile et il laisse à la Faculté de droit de Grenoble une marque importante de son passage.
Il prend sa retraite en 1994.

## Sa thèse
Noël Dejean de la Bâtie mène une thèse intitulée Appréciation in abstracto et appréciation in concreto en droit civil français, dans laquelle il se penche sur la question de la responsabilité autour des questions d'appréciation in abstracto et in concreto en droit civil. Sa thèse est dirigée par Henry Mazeaud, un des principaux professeurs de droit civil du XXe siècle. Elle est soutenue en 1963 et publiée en 1965. Dans une première partie, il s'intéresse à la notion de faute. Puis, il en vient à dépasser la notion de responsabilité traditionnelle pour envisager l'appréciation in abstracto ou in concreto dans d'autres situations lorsqu'il s'agit de protéger des individus : « acquéreurs de bonnes foi, contractant dont le consentement a été vicié, créancier d'une obligation alimentaire ou de dommage-intérêts ».

## Principaux ouvrages
- Appréciation in abstracto et appréciation in concreto en droit civil français / par Noël Dejean de la Batie, préface de Henri Mazeaud. Paris : Librairie générale de droit et de jurisprudence, publiée en 1965 (soutenue en 1963).  (ISBN 84-206-0203-5)
- Droit civil français, Tome sixième, Contrats civils divers, quasi-contrats, responsabilité civile / Aubry et Rau ; par André Ponsard et Noël Dejean de La Bâtie. 7e édition.  Paris : Librairies techniques, 1975.
- Droit civil français Tome VI-2, Responsabilité délictuelle / d'Aubry et Rau. Noël Dejean de La Bâtie et Paul Esmein, 8e édition. Paris : Librairies techniques, 1989.  (ISBN 2-7111-0883-X)